# ルイス・フェルナンド・ダ・シウヴァ
ルイス・フェルナンド（Luis Fernando）ことルイス・フェルナンド・ダ・シウヴァ（ポルトガル語: Luis Fernando da Silva、1997年4月21日 - ）は、ブラジルのサッカー選手。ポジションはFW。

## クラブ歴
2017年にポルトガル4部所属のACマリニェンセで選手となり、その後ADポルトモセンセに移籍した。
2020年にブラジルに戻り、アグレミアソン・スポルチーヴァ・アラピラケンセ、CAマルイネンシに所属、後者で得点を量産した。
2021年5月12日、日本フットボールリーグ所属のFC大阪への加入が発表された。翌年も在籍したが、10月7日に本人からの申し出を受けて、双方合意の上で契約を解除した。
2023年1月にAAコルリピに加入、同年夏にK3リーグの江陵市庁FCに移籍し5試合に出場したが半年で退団となった。
2024年8月19日、日本フットボールリーグ所属のラインメール青森FCに加入し、2年弱ぶりに日本サッカーに復帰した。

## 個人成績
| 2021 | FC大阪 | 39   | JFL | 9  | 2 | 0 | 0 | 9  | 2 |
| 2022 | FC大阪 | 9    | JFL | 12 | 5 | - | - | 12 | 5 |
| 2024 | 青森   | 9    | JFL |    |   | - | - |    |   |
| 通算 | 日本   | 日本 | JFL | 21 | 7 | 0 | 0 | 21 | 7 |